# La Tierra (periódico)
La Tierra fue un periódico español de carácter matutino, editado en la ciudad de Cartagena entre circa 1900 y 1937.

## Historia
La Tierra surgió a principios de la década de 1900, contando entre sus fundadores a Alfonso A. Carrión, Diego González, José Inglés Guerrero y el abogado José García Vaso, quien desempeñaría las funciones de director y finalmente propietario único. Su redacción se encontraba en la calle Príncipe de Vergara, donde disponía de imprenta propia. Políticamente se encuadraba en la izquierda moderada, republicano y con tendencias socialistas, y estaba enfrentado a los diarios de línea conservadora de Cartagena: La Mañana lo definía en 1909 como «el periódico del escándalo y la provocación», y en 1912 El Eco de Cartagena afirmaba que La Tierra representaba «el desamparo, el desquiciamiento, el odio».
Según Ferrándiz Araujo (1996), la profesionalidad de los empleados del diario y el flujo de financiación a cuenta de la publicidad fueron los responsables de su perdurabilidad, si bien la discontinuidad del último provocó algún cierre momentáneo. En sus primeros tiempos actuó como órgano portavoz de la Liga de Vecinos del Campo, una organización ciudadana que tenía a José García Vaso como presidente honorario y que en 1908 se unió a la Federación Gremial y al mismo La Tierra para patrocinar la constitución del Bloque de las Izquierdas, una plataforma electoral dirigida por García Vaso e integrada por elementos locales del Partido Liberal, reformistas de Melquíades Álvarez y varios grupos republicanos. Despegó de esta manera la carrera en el Ayuntamiento de Cartagena y el Congreso de los Diputados del abogado y director de La Tierra, secundado siempre por su periódico, que procuraba atraer el voto obrero hacia el Bloque a través de campañas dedicadas «a defender a los huelguistas y en las que se lanzaban las más severas descalificaciones a la clase patronal».

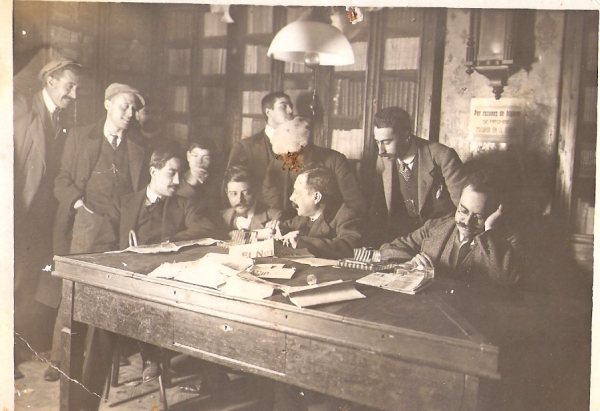
La redacción de La Tierra, en la década de 1900.

Entre abril y diciembre de 1907 se publicó un suplemento literario, con el nombre Lunes de La Tierra, que versaba sobre literatura modernista. Apareció a inspiración del filósofo Miguel de Unamuno y bajo la dirección del poeta Vicente Medina, protegido de García Vaso, quien consiguió la participación del mismo Unamuno en varios artículos.
En marzo de 1936 la sede del diario se trasladó a la calle Subida de las Monjas, y tras el inicio de la guerra civil española fue incautado por las milicias del bando republicano. Tuvo desde entonces una tirada irregular, de influencia comunista y sujeta a la censura –que ya había experimentado antes, durante la dictadura de Primo de Rivera–. Las informaciones difundidas desde entonces rara vez iban firmadas, salvo excepciones como el artículo referente al primer primer miliciano cartagenero muerto en combate, que fue rubricado por Carmen Conde. El conflicto afectó asimismo al periodo de circulación de La Tierra, que pasó brevemente a ser vespertino, y a la propia emisión del diario, que se volvió intermitente a causa de la escasez de papel. Desde enero de 1937 se editó nuevamente por las mañanas, convirtiéndose en el órgano de prensa de las Juventudes Socialistas Unificadas hasta su desaparición poco tiempo más tarde.